# 韦斯特伍德
韦斯特伍德（英語：Westwood）是一个美國城市，位於堪萨斯州约翰逊县。根據2010年人口普查，该市人口为1506人。

## 地理
根据美国人口普查局，该城市的总面积為0.41平方英里（1.06平方）。